# Вашингтон (окръг, Уисконсин)
Вижте пояснителната страница за други населени места с името Вашингтон.
Окръг Вашингтон (на английски: Washington County) е окръг в щата Уисконсин, Съединени американски щати. Площта му е 1129 km², а населението - 136 761 души (1 април 2020). Административен център е град Западен Бенд.